# Alekszandr Szergejevics Golovin
Alekszandr Golovin vagy  Alekszandr Szergejevics Golovin (Oroszul: Александр Сергеевич Головин) (Kaltan, 1996. május 30. –) orosz válogatott labdarúgó, az AS Monaco játékosa.

## Pályafutása

### Klubcsapatban

#### CSZKA Moszkva
Golovin az FK Novokuznyeck csapatánál nevelkedett, majd 2012-ben szerződött a CSZKA Moszkvához. 2014. szeptember 24- én debütált új csapatában az Orosz Kupában a Dzserzsinszk elleni győztes nyolcaddöntőben.
2015. március 14-én játszotta első mérkőzését az orosz Premjer Ligában. A 2015-16-os szezonban az orosz bajnokság harmadik fordulójában kapott lehetőséget az Anzsi ellen, míg a Bajnokok Ligájában 2015. augusztus 5- én mutatkozott be a cseh Sparta Praha elleni selejtezőmérkőzésen.
Első gólját 2016. április 9-én lőtte a csapatban. A 2017-18-as szezon második fordulójában súlyos sérülést okozott a Lokomotyiv Moszkva elleni bajnokin, amikor a brazil Arival a labdáért harcoltak. A brazilt hordágyon kellett levinni a pályáról, Golovin sárga lapot kapott. 2018. március 15-én a francia Lyon ellen megszerezte első nemzetközi kupagólját is az Európa-liga nyolcaddöntőjében, míg egy közönség szavazás eredményeképpen a játékhét legjobbjának is megválasztották.

#### AS Monaco
2018. július 27-én öt évre aláírt a francia AS Monaco csapatához.

## Sikerei, díjai

### Klub
- CSZKA Moszkva
  - Orosz bajnok: 2015–16

### Válogatott
- Oroszország U17
  - U17-es labdarúgó-Európa-bajnokság: 2013